# Korektnost (šachy)
Korektnost je pojem označující v šachu věcnou správnost použitého řešení situace na šachovnici. Korektní tah (kombinace, oběť) je takový, který nevede ke zhoršení pozice ani při nejlepší možné reakci soupeře. Běžně užívané pojmy nekorektní oběť či kombinace tedy neznamenají prohřešek proti etiketě či pravidlům, ale konstatování, že danou kombinaci je možné vyvrátit. Šachisté se nekorektních obětí a kombinací dopouštějí relativně často – někdy prostě přehlédnutím, často ale též úmyslně. V takovém případě prostě spoléhají na to, že soupeř není z nějakého důvodu ve stavu, kdy by byl schopen takové správné pokračování najít – obvykle se to týká případů časové tísně či herních vzorců, které soupeři dělají potíže.